# Xã Jefferson, Quận Stephenson, Illinois
Xã Jefferson (tiếng Anh: Jefferson Township) là một xã thuộc quận Stephenson, tiểu bang Illinois, Hoa Kỳ. Năm 2010, dân số của xã này là 268 người.